# Бурлака, Иван Фёдорович
Иван Фёдорович Бурлака (29 ноября 1922, с. Берёзовка, Красноградский район, Харьковская область — 19 января 1975) — белорусский архитектор.

## Биография
Участник Великой Отечественной войны.
Окончил Киевский инженерно-строительный институт в 1950 году. Работал в Гомельском областном отделе по делам архитектуры, Гомельский филиал Белгоспроекта, с 1968 по 1975 годы — начальником архитектурно-строительного сектора областных мастерских Гомельгражданпроекта.
Член Союза архитекторов СССР с 1957 года. Член КПСС с 1974 года.

## Творчество
Основные работы: планировка и застройка проспект Победы (1954, с В. С. Бурлака), микрорайонов № 1, 2 на Речицком шоссе (1960, 1963), Дом политпросвещения (1970—1973) в Гомеле, планировка населённых пунктов колхозов Брестской области (1957), генпланы Добруша (1957), Рогачёва (1960), Чечерска (1962) Гомельской области.

## Семья
В браке с архитектором Валентиной Савичной Бурлака. Имел дочь Алену (в замужестве Жукова).

## Награды
Награждён орденом красной звезды (1945), медалями.